# Olli Laiho
Olli Laiho (Savonlinna, Finlandia, 18 de febrero de 1943 - Helsinki, Finlandia, 31 de mayo de 2010) fue un gimnasta artístico finlandés subcampeón olímpico en 1968 en el ejercicio de caballo con arcos.
En los JJ. OO. de México 1968 gana la medalla de plata en caballo con arcos, tras el yugoslavo Miroslav Cerar y por delante del soviético Mikhail Voronin. 